# Threskiornis
A Threskiornis a madarak (Aves) osztályának a gödényalakúak (Pelecaniformes) rendjébe, ezen belül az íbiszfélék (Threskiornithidae) családjába és az íbiszformák (Threskiornithinae) alcsaládjába tartozó nem.

## Tudnivalók
A Threskiornis-fajok az Óvilág melegebb részein fordulnak elő. Megtalálhatók Dél-Ázsia, Ausztrálázsia és a Fekete-Afrika mocsaras és lápos részein, ahol halakkal, békákkal, rákokkal és rovarokkal táplálkoznak.
Kolóniákban költenek. Vastag, terjedelmes fészkeiket fákra vagy bokrokra építik. Egy fészekaljban 2-4 tojás lehet.
Ezeknek a fajoknak az átlagos hossza 75 centiméter. Tollazatuk általában fehér, de a fejük, nyakuk és lábaik csupaszok, azaz toll nélküliek és sötét színűek. A csőrük vastag és meggörbült. A fajon belül a két különböző nembéli madár majdnem azonos megjelenésű. A fiatalok csupasz testrészei fehérebbek és a tollazatuk nem élénk.

## Rendszerezés
A nembe az alábbi 5 élő faj és 1 kihalt faj tartozik:
- szent íbisz (Threskiornis aethiopicus) (Latham, 1790)
- madagaszkári íbisz (Threskiornis bernieri) (Bonaparte, 1855) - korábban a szent íbisz alfajának vélték[1]
- feketefejű íbisz (Threskiornis melanocephalus) (Latham, 1790)
- malukui íbisz (Threskiornis moluccus) Cuvier, 1829
- réunioni íbisz (Threskiornis solitarius) (Sélys, 1848) – kihalt
- tüskésnyakú íbisz (Threskiornis spinicollis) Jameson, 1835 - egyes ornitológusok áthelyeznék a monotipikus Carphibis madárnembe, Carphibis spinicollis néven

### Fordítás
- Ez a szócikk részben vagy egészben  a   Threskiornis című angol Wikipédia-szócikk ezen változatának fordításán alapul.  Az eredeti cikk szerkesztőit annak laptörténete sorolja fel. Ez a jelzés csupán a megfogalmazás eredetét és a szerzői jogokat jelzi, nem szolgál a cikkben szereplő információk forrásmegjelöléseként.